# San Francisco Golden Gate Gales
I San Francisco Golden Gate Gales furono un club calcistico statunitense di San Francisco che ebbe una vita estremamente breve: nato nel 1967 si sciolse, infatti, nello stesso anno dopo aver disputato la stagione d'esordio della United Soccer Association.

## Storia
Fondata nel 1967, venne ingaggiato come primo allenatore la leggenda del calcio ungherese Ferenc Puskás che però non allenò mai il sodalizio in alcun campionato.
La squadra disputò l'unica edizione del campionato dell'United Soccer Association, lega che poteva fregiarsi del titolo di campionato di Prima Divisione su riconoscimento della FIFA, nel 1967: quell'edizione della Lega fu disputata utilizzando squadre europee e sudamericane in rappresentanza di quelle della USA, che non avevano avuto tempo di riorganizzarsi dopo la scissione che aveva dato vita al campionato concorrente della National Professional Soccer League; la squadra di San Francisco fu interamente rappresentata, sia come giocatori che come staff, dai nederlandesi dell'ADO Den Haag. I Golden Gate Gales non superarono le qualificazioni per i play-off, chiudendo la stagione al secondo posto della Eastern Division.
La stagione seguente, la prima della neonata NASL, non vide ai nastri di partenza i Golden Gate Gales, sostituiti dall'altro club californiano degli Oakland Clippers, vincitori della NPSL ed i proprietari del club subentrarono nella franchigia canadese del Vancouver Royals.
Nel 1980 fu fondata un'omonima squadra, il Golden Gates Gales, con sede però ad Oakland, militante nell'American Soccer League.